# Crescent (Oklahoma)
Crescent é uma cidade localizada no estado norte-americano de Oklahoma, no Condado de Logan.

## Demografia
Segundo o censo norte-americano de 2000, a sua população era de 1281 habitantes.
Em 2006, foi estimada uma população de 1346, um aumento de 65 (5.1%).

## Geografia
De acordo com o United States Census Bureau tem uma área de
2,8 km², dos quais 2,8 km² cobertos por terra e 0,0 km² cobertos por água. Crescent localiza-se a aproximadamente 298 m acima do nível do mar.

## Localidades na vizinhança
O diagrama seguinte representa as localidades num raio de 24 km ao redor de Crescent.